# Xã Old Hickory, Quận Conway, Arkansas
Xã Old Hickory (tiếng Anh: Old Hickory Township) là một xã thuộc quận Conway, tiểu bang Arkansas, Hoa Kỳ. Năm 2010, dân số của xã này là 203 người.